# Mário Contumélias
Mário Manuel da Silva Contumélias (Setúbal, 3 de junho de 1948 – Lisboa, 13 de abril de 2017) foi um jornalista, escritor e poeta português. Licenciado em Antropologia Social pelo ISCTE - Instituto Universitário de Lisboa, Mário Contumélias era doutor em Sociologia, na especialidade de Sociologia da Cultura e da Comunicação, pela mesma instituição de ensino superior (2009), com uma tese intitulada Uma aldeia na cidade: Telheiras, o que é hoje e como se produz um bairro.
Morreu a 13 de abril de 2017, aos 68 anos de idade, na sua casa em Lisboa, vítima de doença prolongada.

## O jornalismo e ensino do jornalismo
Iniciou a actividade como jornalista no jornal O Século, tendo feito parte da equipa que editou a revista Cinéfilo.
Mudou-se depois para o Diário de Notícias, onde foi Grande Repórter. Mais tarde, chefiou as redacções do Correio da Manhã, de que foi fundador e de O Século (segunda fase).
Foi também presidente do Sindicato dos Jornalistas no biénio 1975/1976.
Quando deixou as redacções (1989) dedicou-se ao ensino do jornalismo, como assessor técnico de formação e formador do Centro Protocolar de Formação Profissional para Jornalistas – CENJOR, onde foi coordenador pedagógico de Curso de Formação Geral em Jornalismo (depois, Curso de Especialização em Jornalismo), durante pouco mais de 20 anos. Catarina Furtado, Nuno Markl, Ana Markl, Pedro Pinto, Bárbara Alves da Costa, Paulo Chitas, José Gabriel Quaresma, foram alguns dos seus muitos formandos, hoje profissionais respeitados.

## A comunicação e a Universidade
Noutra área de acção, co-fundou e dirigiu empresas de comunicação – como a Mediática, e a Idade Media. Em 1999 deixou a vida empresarial para se dedicar em exclusivo ao ensino da Sociologia, e da Antropologia. Deu aulas até ao final de 2010, após o que passou a dedicar-se por inteiro à investigação em Ciências Sociais, e às escritas documental e ficcional.

## Escrita de canções
Durante alguns anos, Contumélias dedicou-se também à escrita de canções, a maior parte das quais em parceria com Manuel José Soares (autor da música). José Cid, Florência, Teresa Silva Carvalho, Bric-à-Brac, Broa de Mel, Manuel José Soares, Zélia, entre outros, gravaram canções da sua autoria. Mas foi com a cançonetista Suzy Paula, que conseguiu o maior êxito, com O Areias é um Camelo (1982) [sobre música de Jean-Jacques Debout e original de Chantal Goya («Bécassine, c'est ma cousine», 1979], Visitas (1981) e o álbum No País da Gente.
Como autor de canções foi seis vezes finalista do Festival RTP da Canção e de um Festival da OTI. Dessas participações destacam-se as canções O Largo do Coreto (1978, intérprete José Cid), O Comboio do Tua, (1979, intérprete Florência)), Concerto Maior (1980, intérprete Manuel José Soares), Agosto em Lisboa (1980, intérprete Zélia) e Daqui Deste País (1981, intérprete Bric-à-Brac).

## Algumas obras publicadas
Entre as suas obras contam-se:
- Uma Mão Cheia de Histórias (1985)
- O Ofício das Coisas (1986)
- Contos da Gaivota Barriguda (1987)
- O Pai Natal Aprendiz (1988)
- Versinhos de Brincar (1988)
- Conversas à Quinta-Feira (1991)
- O Senhor das Surpresas Desagradáveis (2005)
- Um Beijo de Columbina (2005)
- Os Velhos da Turma B (2006)
- Só as Emoções (2008)
- A Explicação do Sol (2008)
- Polícias à Portuguesa (2008)
- Justiça à Portuguesa (2009)
- Polícias à Portuguesa: Take 2 (2011)